# Suore francescane di Sint Lucia
Le Suore Francescane (in neerlandese Franciscanessen van Sint Lucia) sono un istituto religioso femminile di diritto pontificio.

## Storia
Agli inizi dell'Ottocento, Rotterdam conobbe un notevole sviluppo industriale e numerosi cattolici si trasferirono in città in cerca di lavoro: per venire incontro alle necessita degli operai e delle loro famiglie, nel 1841 i francescani fecero venire a Rotterdam venticinque suore dai conventi delle penitenti recollettine di Breda e Roosendaal, ma le religiose provenienti da Roosendaal si ritirarono nel 1848.
Il direttore spirituale delle suore di Rotterdam, il frate minore recolletto Martino Lonink, chiese alle religiose di dedicarsi non più solo all'assistenza dei poveri, ma anche all'istruzione della gioventù. Poiché le regole della congregazione di Breda non prevedevano questa forma di apostolato, il 15 ottobre 1847 le undici penitenti recollettine ative a Rotterdam si separarono dalla casa-madre, dando inizio a un istituto autonomo, ed elessero superiora generale Lucia Dierckx.
Quando, nel 1853, nei Paesi Bassi fu ristabilita le gerarchia cattolica, la giurisdizione sulle religiose passò al vescovo di Haarlem; nel 1925 le suore si aprirono all'apostolato missionario e aprirono una casa a Sumatra.
La congregazione, aggregata all'ordine dei frati minori nel 1909 e poi nuovamente il 16 giugno 1936, ricevette il pontificio decreto di lode nel 1953.

## Attività e diffusione
Le suore si dedicano all'educazione della gioventù e all'assistenza a orfani, bambini e anziani.
Oltre che nei Paesi Bassi, sono presenti in Indonesia; la sede generalizia, già presso il klooster Sint Lucia di Bennebroek, è a Wijchen.
Nel 2013 l'istituto contava 57 religiose e una sola casa.